# Turó de la Majordona
El Turó de la Majordona és una muntanya de 394 metres que es troba al municipi de Llinars del Vallès, a la comarca del Vallès Oriental.